# 平田広明
平田 広明（ひらた ひろあき、1963年〈昭和38年〉8月7日 - ）は、日本の声優、俳優。ひらたプロダクションジャパン所属。
代表作に『ER緊急救命室』（ジョン・カーターの吹き替え）、『ONE PIECE』（サンジ）、『パイレーツ・オブ・カリビアン』（ジャック・スパロウの吹き替え）、『宇宙兄弟』（南波六太）がある。

## 経歴
中学時代、2年ほど愛知県名古屋市に暮らしていた。高校3年生になっても、なかなか進路が決まらず、教師から「何かやりたいことや好きなことはないのか」と聞かれ、中学生のころ友達に誘われて2年間演劇部で活動して楽しかったことを伝えた。ちょうど同じ国語課の教師に福田恆存の知り合いがおり、「劇団昴に行ってみないか」と言われ、これが芝居との、出会いだったという。
東京都立豊島高等学校卒業後、昴演劇学校を経て劇団昴に所属する。初舞台は1986年『夏の夜の夢』。舞台俳優として活動していたころに、当時のマネージャーから「声優に興味があるか」と誘われ、1989年の『7月4日に生まれて』のVHS収録用の日本語吹き替え版のトム・クルーズの吹替声優を決めるオーディションを受けたのが声優業をはじめるきっかけとなった。オーディションには落ちたが、その場にいたプロデューサーから深夜ドラマの日本語吹き替えのゲストで呼ばれたことが、最初の仕事となる。
2011年にアニメ『TIGER & BUNNY』で主人公鏑木・T・虎徹を演じ、第11回東京アニメアワード個人部門声優賞、第6回声優アワード主演男優賞 を受賞。同年、27年間在籍した劇団昴を離れ、新たにひらたプロダクションジャパンを立ち上げた。
2017年1月9日、テレビ朝日にて放映された『人気声優200人が本気で選んだ!声優総選挙!3時間SP』で第25位に選ばれる。

## 人物・特色
数多くの洋画作品で吹き替えを担当しており、主な担当俳優には専属であるジョニー・デップ（本人公認）をはじめ、マット・デイモンやノア・ワイリー、ジュード・ロウ、エドワード・ノートン、ジョシュ・ハートネットなどが挙げられる。
平田自身は「自分だったらこう演じたい」と意思の乗せられる、セリフの少ない役者を吹き替えるのが好きであると公言しており、吹き替えがやりやすい役者、好きな役者としてマット・デイモンとジョシュ・ハートネットを挙げている。また、目標としている声優は小池朝雄で、彼の演じた『刑事コロンボ』が吹替を務める上での目標であると語っている。
2015年には、『チャーリー・モルデカイ 華麗なる名画の秘密』のPRの為に来日したジョニー・デップと対面を果たし、デップ本人も公認する専属声優となった。また、ジャパンプレミアで対面した際、ジョニー・デップ自身は平田から花束を渡された際に「僕の方が彼に花束を渡すべきです。自分の声を20年も担当してくれたことが本当に光栄に思う」と語っている。
デップ以外では、1999年4月に『ER緊急救命室』のイベントで初来日したノア・ワイリーも平田による自身の吹き替えについて賞賛している。
かつて声優業を行うことに抵抗のある者から「吹き替えなんかやるな、セリフがアテレコ調になる」と言われ、自分でもそう思ったこともあったが、自身が敬愛し、声優業を行っていた小池朝雄の演技を見て芸が荒れているとは到底思えず、「アテレコやってたおかげで芝居の幅が広がるということはあっても、それが舞台での芝居の足を引っ張ることは一切あり得ない」という確信を持つようになったという。
趣味は魚釣り、ガーデニング、写真。

## 出演
太字はメインキャラクター。

### テレビアニメ
1995年
- アニメ世界の童話（グリフォン）
- NINKU -忍空-（喧太）

1997年
- 金田一少年の事件簿（1997年 - 2000年、いつき陽介、中年男、松岡修吉、神明忠治）
- 手塚治虫の旧約聖書物語（セルブン、ヨセフ）
- 名探偵コナン（1997年 - 2018年、南智史、道脇正彦、亀倉雄二、鷹取巌男）
- 夢のクレヨン王国（ゴールデン国王）

1998年
- ひみつのアッコちゃん（第3作）（支配人）

1999年
- おジャ魔女どれみ（1999年 - 2002年、骨董屋店主、矢田の父、飛鳥健三〈ももこのパパ〉） - 3シリーズ
- 神風怪盗ジャンヌ（日下部匠〈まろんの父〉）
- GTO（キバヤシ）
- 週刊ストーリーランド（政夫）
- デジモンアドベンチャー（1999年 - 2001年、ナレーション、レオモン 他） - 2シリーズ
- モンスターファーム〜円盤石の秘密〜（ヤクトハウンド）
- ワイルドアームズ トワイライトヴェノム（ベトロー）

2000年
- 最遊記シリーズ（2000年 - 2022年、沙悟浄、捲簾大将） - 5シリーズ
- サクラ大戦TV（機関員 他）
- 勝負師伝説 哲也（ユウさん）
- ONE PIECE（2000年 - 、サンジ、カルー、犬ッペ、マグラ、偽ルフィ / デマロ・ブラック 他） - 1シリーズ + 10作品

2001年
- 旋風の用心棒（谺丈二）
- デジモンテイマーズ（レオモン）
- はじめの一歩（沖田佳吾）

2002年
- キン肉マンII世（ザ・ニンジャ）
- サイボーグ009 THE CYBORG SOLDIER（フィリップ）

2003年
- 明日のナージャ（カルロ）
- アストロボーイ・鉄腕アトム（ジェイク）
- 犬夜叉（睡骨）
- L/R -Licensed by Royal-（ジャック・ヘフナー）
- ダイバージェンス・イヴ（紅葉十三）
- NARUTO -ナルト-（不知火ゲンマ）
- ぷちぷり*ユーシィ（フレデリック）
- 無限戦記ポトリス（ランザ・エスパ）

2004年
- エルフェンリート（角沢教授）
- GIRLSブラボー（2004年 - 2005年、榊京太郎〈こよみの父親〉） - 2シリーズ
- 今日からマ王!（2004年 - 2008年、グリーセラ卿ゲーゲンヒューバー） - 3シリーズ
- 攻殻機動隊 S.A.C. 2nd GIG（ギノ）
- DearS（ザキ）
- 鉄人28号（第4作）（ブラックマスク）
- ファンタジックチルドレン（2004年 - 2005年、施設の院長）
- MADLAX（エリック）
- みさきクロニクル〜ダイバージェンス・イヴ〜（紅葉十三）

2005年
- Xenosaga THE ANIMATION（アレン・リッジリー）
- トランスフォーマー ギャラクシーフォース（ガスケット、ライブコンボイ、ローリ父）

2006年
- 怪 〜ayakashi〜 「四谷怪談」（民谷伊右衛門）
- ガイキング LEGEND OF DAIKU-MARYU（ジャン、バニシューム）
- イノセント・ヴィーナス（ゴンザ）
- エア・ギア（アイオーン・クロック〈左安良〉）
- 半分の月がのぼる空（夏目吾郎）
- BLACK LAGOON（ベニー） - 2シリーズ
- MONSTER（リプスキー）

2007年
- 怪物王女（セブラン）
- CLAYMORE（ルヴル）
- 結界師（火黒）
- こちら葛飾区亀有公園前派出所（シートン）
- セイント・ビースト〜光陰叙事詩天使譚〜（金狼のカムイ）
- MOONLIGHT MILE（ジャック・F・ウッドブリッジ＝ロストマン）

2008年
- ケロロ軍曹（クワイエット星人）
- NARUTO -ナルト- 疾風伝（不知火ゲンマ）
- 魔法遣いに大切なこと 〜夏のソラ〜（鈴木哲夫）
- 魍魎の匣（京極堂〈中禅寺秋彦〉）
- 我が家のお稲荷さま。（イナモチ）

2009年
- エレメントハンター（ロベルト・フィリーナ）
- 怪談レストラン（2009年 - 2010年、お化けギャルソン / 闇のギャルソン、きっちょむ）
- CANAAN（サンタナ）
- 空中ブランコ（池山達郎）
- スレイヤーズEVOLUTION-R（デュグルド）
- 蒼天航路（諸葛亮）
- ねぎぼうずのあさたろう（筍の丈太郎）
- メタルファイト ベイブレード（2009年 - 2010年、メルシー）

2010年
- アイアンマン（ドクター・ホー・インセン）
- 閃光のナイトレイド（高千穂勲）
- リタとナントカ（ナントカ）

2011年
- 銀魂 シリーズ（2011年 - 2018年、寺田辰五郎） - 2シリーズ
- TIGER & BUNNY（ワイルドタイガー / 鏑木・T・虎徹）
- デジモンクロスウォーズ（マタドゥルモン）

2012年
- Another（千曳辰治）
- イナズマイレブンGO クロノ・ストーン（劉玄徳）
- 宇宙兄弟（南波六太、バディゴリラ、バトラーイーグル、フレディドッグ、デニールピッグ）
- 新世界より（奇狼丸）
- ソードアート・オンライン（2012年 - 2020年、クライン / 壺井遼太郎） - 5シリーズ + 特別編
- メタルファイト ベイブレード ZEROG（2012年 - 2013年、メルシー）

2013年
- ぎんぎつね（高見義友）
- 直球表題ロボットアニメ（ナレーション）
- にゅるにゅる!!KAKUSENくん（カクセンニン）
- マジンガーZIP!（トントのそっくりさん）
- NARUTO -ナルト- SD ロック・リーの青春フルパワー忍伝（不知火ゲンマ）

2014年
- 神撃のバハムート GENESIS（ラヴァレイ）
- マジンボーン（グレゴリー）

2015年
- ゴッドイーター（雨宮リンドウ）
- 夜ノヤッターマン（ボヤッキー）

2016年
- クオリディア・コード（朝凪求得）
- タイムボカン24（2016年 - 2018年、ツブヤッキー） - 2シリーズ
- 忍たま乱太郎の宇宙大冒険 with コズミックフロント☆NEXT 太陽系のお友だちの段（八方星）

2017年
- 青の祓魔師 シリーズ（2017年 - 2025年、藤本獅郎〈2代目〉） - 3シリーズ
- GRANBLUE FANTASY The Animation（2017年 - 2019年、ラカム） - 2シリーズ

2018年
- 恋は雨上がりのように（近藤正己）
- BANANA FISH（マックス・ロボ）
- 逆転裁判 〜その「真実」、異議あり!〜（2018年 - 2019年、ゴドー / 神乃木荘龍）
- ユリシーズ ジャンヌ・ダルクと錬金の騎士（グラスデール）

2019年 
- おしりたんてい（2019年 - 2022年、キャーロット・ホース）
- ブンボーグ009（ブンボーグ002）
- 彼方のアストラ（ノア・ヴィクス）
- 警視庁 特務部 特殊凶悪犯対策室 第七課 -トクナナ-（ウォーロック）
- ルパン三世 プリズン・オブ・ザ・パスト（フィネガン）

2020年
- 富豪刑事 Balance:UNLIMITED（ワインスキー）
- 戦翼のシグルドリーヴァ（里見・一郎）
- ぐらぶるっ!（ラカム）
- デジモンアドベンチャー:（2020年 - 2021年、レオモン）

2021年
- ゾンビランドサガ リベンジ（日比谷の旦那）
- 僕のヒーローアカデミア（2021年 - 2024年、四ツ橋力也 / リ・デストロ） - 3シリーズ
- 海賊王女（オットー）
- さんかく窓の外側は夜（先生）

2022年
- ヒロインたるもの!〜嫌われヒロインと内緒のお仕事〜（染谷玉五郎）
- メイドインアビス 烈日の黄金郷（ワズキャン）
- デジモンゴーストゲーム（シャウジンモン）

2023年
- マッシュル-MASHLE-（2023年 - 2024年、ナレーション） - 2シリーズ

2024年
- 月刊モー想科学（ロベルト）
- ガールズバンドクライ（林）

2025年
- 天久鷹央の推理カルテ（桜井公康）
- 異修羅（移り気なオゾネズマ）
- 片田舎のおっさん、剣聖になる（ベリル・ガーデナント）
- ネクロノミ子のコズミックホラーショウ（ハンターJOE）

### 劇場アニメ
1993年
- ろくでなしBLUES 1993（前田太尊）

1996年
- 金田一少年の事件簿 オペラ座館・新たなる殺人（能条光三郎）

1997年
- 星空のバイオリン（小澤僖久二〈青年〉）

1998年
- 蓮如物語（弥七）

1999年
- 金田一少年の事件簿2 殺戮のディープブルー（いつき陽介）

2000年
- 銀河鉄道999 ガラスのクレア〔3D版〕（機械富豪）
- デジモンアドベンチャー ぼくらのウォーゲーム!（TVアナウンサー）
- BLOOD THE LAST VAMPIRE（店員）

2001年
- 劇場版 幻想魔伝 最遊記 Requiem 選ばれざる者への鎮魂歌（沙悟浄）
- ONE PIECE ねじまき島の冒険（サンジ）
- ジャンゴのダンスカーニバル（サンジ）

2002年
- WXIII 機動警察パトレイバー（秦真一郎）
- 名探偵コナン ベイカー街の亡霊（樫村忠彬）
- ONE PIECE 珍獣島のチョッパー王国（サンジ）
- ONE PIECE 夢のサッカー王!（サンジ、カルー）

2003年
- 茄子 アンダルシアの夏（フランキー）
- ONE PIECE THE MOVIE デッドエンドの冒険（サンジ）

2004年
- イノセンス（コガ）
- NITABOH 仁太坊-津軽三味線始祖外聞（留吉）
- ONE PIECE 呪われた聖剣（サンジ）

2005年
- ONE PIECE THE MOVIE オマツリ男爵と秘密の島（サンジ）

2006年
- ONE PIECE THE MOVIE カラクリ城のメカ巨兵（サンジ）

2007年
- ONE PIECE エピソードオブアラバスタ 砂漠の王女と海賊たち（サンジ、カルー）

2008年
- ONE PIECE THE MOVIE エピソードオブチョッパー+ 冬に咲く、奇跡の桜（サンジ）

2009年
- ONE PIECE FILM STRONG WORLD（サンジ）

2010年
- 劇場版 怪談レストラン（お化けギャルソン）

2011年
- ONE PIECE 3D 麦わらチェイス（サンジ）

2012年
- アシュラ（七郎）
- 劇場版 TIGER & BUNNY -The Beginning-（ワイルドタイガー / 鏑木・T・虎徹）
- ねらわれた学園（京極の使い魔）
- ONE PIECE FILM Z（サンジ）

2014年
- 宇宙兄弟#0（南波六太）
- 劇場版 TIGER & BUNNY -The Rising-（ワイルドタイガー / 鏑木・T・虎徹）
- 新劇場版 頭文字D Legend1 -覚醒-（藤原文太）
- 聖闘士星矢 Legend of Sanctuary（蟹座のデスマスク）

2015年
- クレヨンしんちゃん オラの引越し物語 サボテン大襲撃（町長）
- 新劇場版 頭文字D Legend2 -闘走-（藤原文太）
- デジモンアドベンチャーtri. 第1章「再会」（ナレーション）

2016年
- デジモンアドベンチャー tri. 第2章「決意」（ナレーション、レオモン）
- デジモンアドベンチャー tri. 第3章「告白」（謎の男）
- ONE PIECE FILM GOLD（サンジ）
- ねむれ思い子　空のしとねに（先生）

2017年
- 劇場版 ソードアート・オンライン -オーディナル・スケール-（クライン）
- デジモンアドベンチャー tri. 第4章「喪失」（ナレーション、謎の男）
- デジモンアドベンチャー tri. 第5章「共生」（ナレーション、謎の男）

2018年
- さよならの朝に約束の花をかざろう（バロウ）
- デジモンアドベンチャー tri. 第6章「ぼくらの未来」（謎の男）

2019年
- ONE PIECE STAMPEDE（サンジ）

2020年
- デジモンアドベンチャー LAST EVOLUTION 絆（ナレーション、ゲンナイ）
- クレヨンしんちゃん 激突! ラクガキングダムとほぼ四人の勇者（宮廷画家）
- BURN THE WITCH（チーフ）
- 映画 プリキュアミラクルリープ みんなとの不思議な1日（リフレイン）
- モンスターストライク THE MOVIE ルシファー 絶望の夜明け（ペリノア）
- HoneyWorks 10th Anniversary "LIP×LIP FILM×LIVE"（染谷玉五郎）

2021年
- 劇場版 ソードアート・オンライン -プログレッシブ- 星なき夜のアリア（クライン）

2022年
- ONE PIECE FILM RED（サンジ）

2023年
- デジモンアドベンチャー02 THE BEGINNING（ナレーション）

2025年
- 名探偵コナン 隻眼の残像（鮫谷浩二）

### OVA
1992年
- カメレオン（美島ジュン）
- 世界の光 親鸞聖人（西仏房）

1995年
- アイドルプロジェクト（ゴプル）

1997年
- サクラ大戦 桜華絢爛（部隊長、奉公人）

2003年
- サンクチュアリ（北条彰）

2004年
- 続ティモンとプンバァ（スティンク）

2007年
- 今日からマ王! R（グリーセラ卿ゲーゲンヒューバー）
- 最遊記RELOAD -burial-（沙悟浄）
- STRAIT JACKET（フォルク）
- 茄子 スーツケースの渡り鳥（フランキー）
- HELLSINGシリーズ（2007年 - 2012年、ベルナドット） - 4作品

2008年
- ONE PIECE ロマンス ドーン ストーリー（サンジ）

2010年
- BLACK LAGOON Roberta's Blood Trail（ベニー）

2011年
- 最遊記外伝（捲簾大将）

2018年
- 堀さんと宮村くん（堀京介）

### Webアニメ
- i-wish you were here- あなたがここにいてほしい（2001年、チャンプア）
- B: The Beginning（2018年 - 2021年、キース・風間・フリック[104]） - 2シリーズ
- ULTRAMAN（2019年、エースキラー[105]）
- TIGER & BUNNY 2（2022年、鏑木・T・虎徹 / ワイルドタイガー[106]）
- BURN THE WITCH ＃0.8（2023年、チーフ[107]）
- Duel Masters LOST 〜月下の死神〜（2025年、イミッシュ・イツァヤナ[初出 5]）
- デジモンアドベンチャー 25周年記念PV「デジモンアドベンチャー-BEYOND-」（2025年、高石タケル）
- 恋するワンピース（2025年、サンジ〈必殺技〉[初出 5]）

### ゲーム
1994年
- ろくでなしBLUES 対決!東京四天王（前田太尊、畑中優太郎、海老原昌利）

1998年
- AZEL -パンツァードラグーン RPG-（パエット）

1999年
- 機動戦士ガンダム外伝 コロニーの落ちた地で…（ヴィッシュ・ドナヒュー）
- ロードオブモンスターズ PS版（ウプル）

2000年
- SDガンダム GGENERATION（2000年 - 2016年、ヴィッシュ・ドナヒュー） - 3作品
- スパイロ×スパークス トンでもツアーズ（ハンター）
- 竜機伝承3 〜黄昏に導かれし者たち〜（ディーン）

2001年
- 逮捕しちゃうぞ（ミストラル）
- From TV animation ONE PIECE グランドバトル!（サンジ）
- From TV animation ONE PIECE とびだせ海賊団!（サンジ、カルー）
- 松本零士999 〜Story of Galaxy Express 999〜（プライダー）

2002年
- キン肉マンII世 新世代超人VS伝説超人（ザ・ニンジャ、エル・カエルーン）
- Siesta 〜すすき野原の夢物語〜（鈴原涼）
- ゼノサーガ エピソードI［力への意志］（アレン・リッジリー）
- From TV animation ONE PIECE グランドバトル!2（サンジ、カルー）
- ONE PIECE トレジャーバトル!（サンジ、カルー）

2003年
- From TV animation ONE PIECE オーシャンズドリーム!（サンジ、カルー）
- ONE PIECE グランドバトル! 3（サンジ、カルー）

2004年
- エースコンバット5 ジ・アンサング・ウォー（アルベール・ジュネット）
- ガングレイヴO.D.（屍十二）
- キン肉マン ジェネレーションズ（ザ・ニンジャ）
- 勝負師伝説 哲也 DIGEST（ユウ）
- ゼノサーガ フリークス（アレン・リッジリー）
- ゼノサーガ エピソードII［善悪の彼岸］（アレン・リッジリー）
- ONE PIECE ランドランド!（サンジ、カルー）

2005年
- エウレカセブン TR1:NEW WAVE（ロディ・フレイム）
- キングダム ハーツII（ジャック・スパロウ）
- NAMCO x CAPCOM（ブルース・マッギャヴァン、カムーズ）
- Fighting For ONE PIECE（サンジ）
- ONE PIECE グラバト! RUSH（サンジ、カルー）
- ONE PIECE パイレーツカーニバル（サンジ、カルー）

2006年
- エウレカセブン NEW VISION（ロディ・フレイム）
- キン肉マン マッスルグランプリ（ザ・ニンジャ）
- キン肉マン マッスルグランプリMAX（ザ・ニンジャ）
- キン肉マン マッスルジェネレーションズ（ザ・ニンジャ）
- クラスターエッジ 〜君を待つ未来への証〜（コーラル・フェナカイト）
- グラナド・エスパダ（レイヴン）
- JEANNE D'ARC（ジル・ド・レ）
- ゼノサーガI・II（アレン・リッジリー）
- ゼノサーガ エピソードIII［ツァラトゥストラはかく語りき］（アレン・リッジリー）
- ニード・フォー・スピード カーボン（ダリウス）
- パイレーツ・オブ・カリビアン/デッドマンズ・チェスト（ジャック・スパロウ）
- バトルスタジアム D.O.N（サンジ）
- ファイナルファンタジーXII（バルフレア）
- ONE PIECE アンリミテッドアドベンチャー（サンジ）
- ONE PIECE ギアスピリット（サンジ）

2007年
- キン肉マン マッスルグランプリ2（ザ・ニンジャ）
- テイルズ オブ イノセンス（リカルド・ソルダート / ヒュプノス）

2008年
- ヴァルキリープロファイル 咎を背負う者（グェンダル、村人）
- おしゃれに恋して2〜おしゃれプリンセス（コジロウ）
- キン肉マン マッスルグランプリ2 特盛（ザ・ニンジャ）
- 花宵ロマネスク 愛と哀しみ - それは君のためのアリア（宝生紫陽）
- ONE PIECE アンリミテッドクルーズ エピソード1 -波に揺れる秘法-（サンジ）
- ONE PIECE ワンピーベリーマッチ（サンジ）

2009年
- ジャック×ダクスター 〜エルフとイタチの大冒険〜（フェニックス）
- ソニックと暗黒の騎士（カリバーン）
- ONE PIECE アンリミテッドクルーズ エピソード2 -目覚める勇者-（サンジ）

2010年
- エストポリス（アモン）
- Operation Flashpoint: Dragon Rising
- 怪談レストラン 裏メニュー100選（お化けギャルソン）
- ゴッドイーター（雨宮リンドウ）
  - ゴッドイーター バースト（雨宮リンドウ）

- ザ・サード バースデイ（前田邦彦）
- 電撃のピロト〜天空の絆〜（ヘッド）
- HEAVY RAIN 心の軋むとき（ノーマン・ジェイデン）
- みんなのテニスポータブル（ブラッド）
- ONE PIECE ギガントバトル!（サンジ）

2011年
- Are you Alice?（イカレ帽子屋）
- ULTIMATE MARVEL VS. CAPCOM 3（バージル）
- アンジェリーク 魔恋の六騎士（キーファー）
- キャサリン（オーランド・ハディック）
- 月華繚乱ROMANCE（藤隷人）
- テイルズ オブ ザ ワールド レディアント マイソロジー3（リカルド・ソルダート、ヒーローボイス）
- ディシディア デュオデシム ファイナルファンタジー（ラグナ・レウァール）
- ONE PIECE ギガントバトル! 2 新世界（サンジ）

2012年
- イース セルセタの樹海（デュレン）
- イナズマイレブンGO2 クロノ・ストーン ネップウ/ライメイ（劉玄徳）
- 仮面ライダー 超クライマックスヒーローズ（ナレーション）
- 恋は校則に縛られない!（宍戸純一郎）
- TIGER&BUNNY オンエアジャック!（ワイルドタイガー / 鏑木・T・虎徹）
- タイムトラベラーズ（新道究悟）
- 停電少女と羽蟲のオーケストラ 停電いろは珠（漆黒）
- テイルズ オブ イノセンス R（リカルド・ソルダート / ヒュプノス）
- NINJA GAIDEN 3（クリフ）
- PROJECT X ZONE（雨宮リンドウ）
- ワンピース 海賊無双（2012年 - 2020年、サンジ） - 4作品
- ワンピース ROMANCE DAWN 冒険の夜明け（サンジ）

2013年
- ゴッドイーター2（雨宮リンドウ）
- ジョジョの奇妙な冒険 オールスターバトル（ジャン＝ピエール・ポルナレフ）
- 神撃のバハムート（ロジャー）
- 青春はじめました!（神田篤郎）
- セブンスドラゴン2020-II
- ソードアート・オンライン -インフィニティ・モーメント-（クライン）
- TIGER & BUNNY 〜HERO'S DAY〜（ワイルドタイガー / 鏑木・T・虎徹）
- デジモンアドベンチャー（レオモン、ナレーション）
- メタルギア ライジング リベンジェンス（サムエル・ホドリゲス）
- ONE PIECE アンリミテッドワールド レッド（サンジ）

2014年
- グランブルーファンタジー（2014年 - 2024年、ラカム、サンジ） - 4作品
- 魁!!男塾 〜日本よ、これが男である!〜（伊達臣人）
- ソードアート・オンライン -ホロウ・フラグメント-（クライン）
- ONE PIECE 超グランドバトル! X（サンジ）
- ONE PIECE トレジャークルーズ（サンジ）
- ONE PIECE ワンピースキングス（サンジ）

2015年
- ケイオスドラゴン 混沌戦争（クローム）
- ゴッドイーター リザレクション（雨宮リンドウ）
- ゴッドイーター2 レイジバースト（雨宮リンドウ）
- スクール オブ ラグナロク（戦極丸）
- ソードアート・オンライン -ロスト・ソング-（クライン）
- デビル メイ クライ 4 スペシャルエディション（バージル）
- PROJECT X ZONE 2:BRAVE NEW WORLD（バージル、ネロ・アンジェロ）

2016年
- 三国志大戦 第2期（司馬懿、龐統）
- ソードアート・オンライン -ホロウ・リアリゼーション-（クライン）
- 武器よさらば（ユウゴ）
- 夢王国と眠れる100人の王子様（カゲトラ、沙悟浄）
- ロードス島戦記オンライン（ウッド・チャック）

2017年
- ディシディア ファイナルファンタジー オペラオムニア（ラグナ・レウァール）
- モンスターストライク（2017年 - 2022年、ペリノア、ラグナ・レウァール、ジャック・スパロウ、サンジ、鏑木・T・虎徹 / ワイルドタイガー）
- アクセル・ワールド VS ソードアート・オンライン 千年の黄昏（クライン）
- いただきストリート ドラゴンクエスト&ファイナルファンタジー 30th ANNIVERSARY（バルフレア）
- 東京放課後サモナーズ（2017年 - 2019年、ザバーニーヤ、ツクヨミ、イスラフィール）

2018年
- 銀魂乱舞（寺田辰五郎）
- ソードアート・オンライン フェイタル・バレット（クライン）
- ゴッドイーターレゾナントオプス （リンドウ）
- ザンキゼロ（一葉マモル）
- 夜明けのベルカント（タモン・マクガイ）
- CARAVAN STORIES（グルカン二世）

2019年
- キングダム ハーツIII（ジャック・スパロウ）
- JUMP FORCE（サンジ）
- デビルメイクライ5（バージル）
- 北斗の拳 LEGENDS ReVIVE（2019年 - 2022年、ジュウザ）
- ドラゴンクエストX いばらの巫女と滅びの神 オンライン（ベルトロ）

2020年 
- テイルズ オブ ザ レイズ（2020年 - 2021年、リカルド・ソルダート、ワイルドタイガー）
- アイドルマスター シンデレラガールズ スターライトステージ（ラカム）
- BLEACH Brave Souls（チーフ）

2021年
- VRカレシ（山城洋介）
- 僕のヒーローアカデミア ULTRA IMPACT（リ・デストロ）

2022年
- ライブ・ア・ヒーロー!（ウルペクラ）
- 共闘ことばRPG コトダマン（2022年 - 2023年、ワイルドタイガー、ヌメモン）
- パズル&ドラゴンズ（サンジ）

2023年
- ONE PIECE ODYSSEY（サンジ）

### ラジオドラマ
- 青春アドベンチャー（NHK-FM）
  - 「バルト海の復讐」（2002年3月18日 - 29日）  - ブルーノ、盗賊 役
  - 「ツングース特命隊」（2013年7月1日 - 12日）
  - 「クリスマス・キャロル」（2013年12月16日 - 20日）
  - 『ピアノdays』（2024年12月16日 - 20日） - ピアノ弾き 役[156]
  - 天涯の砦（2025年3月10日 - 3月28日）[157] - 田窪章吾 役

- 第1回 劇ラヂ！ライブ 「イズモのキセキ」（2012年5月4日、NHKラジオ第1） - 一輝 役

- FMシアター（NHK-FM）
  - 「東の国よ！」（2013年9月21日・28日）
  - 「天保北越雪譜異聞」（2014年12月20日）
- 特集オーディオドラマ「さざ波のみち」（2022年8月13日、NHK-FM）

### 吹き替え

#### 担当俳優
アンディ・ラウ
- 上海グランド（丁力）
- 酔拳2（フォウ）※ソフト版
- 復讐のプレリュード 大冒険家（ヤン）
- フル・スロットル/烈火戦車（ジョー）

エドワード・ノートン
- ストーン（ジェラルド・クリーソン〈ストーン〉）
- 25時（モンティ）
- ファイト・クラブ（ナレーター〈主人公・「僕」〉）※ソフト版
- プライド&グローリー（レイ・ティアニー）
- ミニミニ大作戦（スティーブ）
- ラリー・フリント（アイザックマン）

オーウェン・ウィルソン
- ザ・ロイヤル・テネンバウムズ（イーライ・キャッシュ）
- スタスキー&ハッチ（ケン・ハッチンソン）
- ライフ・アクアティック（ネッド・プリンプトン）

サム・ロックウェル
- キャメロット・ガーデンの少女（トレント・バーンズ）
- 月に囚われた男（サム・ベル）
- トロールズ ミュージック★パワー（ヒッコリー）

ジュード・ロウ
- オスカー・ワイルド（アルフレッド・ダグラス）
- クロコダイルの涙（スティーヴン・グリルシュ）
- コールド マウンテン（インマン）※テレビ東京版
- こわれゆく世界の中で（ウィル）
- スターリングラード（ヴァシリ・ザイツェフ）※ソフト版
- ブラック・シー（ロビンソン）
- マイ・ブルーベリー・ナイツ（ジェレミー）
- リプリー（ディッキー・グリーンリーフ）※テレビ朝日版
- ロンドン・ドッグス（ジュード）

ジョシュ・ハートネット
- アイ・カム・ウィズ・ザ・レイン（クライン）
- O（ヒューゴ・ゴールディング）
- ディスクローズ 葬られた秘密（KCブリッグス）※配信版
- パール・ハーバー（ダニー・ウォーカー）※ソフト版
- ブラックホーク・ダウン（マット・エヴァーズマン）※テレビ東京版
- ホワイト・ライズ（マシュー・サイモン）
- ラッキーナンバー7（スレヴン）

ジョニー・デップ（ジョニー・デップ本人公認）
- アリス・イン・ワンダーランドシリーズ（帽子屋〈マッドハッター〉）
  - アリス・イン・ワンダーランド
  - アリス・イン・ワンダーランド/時間の旅

- ウェイティング・バーバリアンズ 帝国の黄昏（ジョル大佐）
- エド・ウッド（エド・ウッド）
- オリエント急行殺人事件（エドワード・ラチェット）
- Go!Go!L.A.（本人）
- シークレット ウインドウ（モート・レイニー）
- ショコラ（ルー）※ソフト版
- スリーピー・ホロウ（イカボッド・クレーン）※ソフト版
- ダーク・シャドウ（バーナバス・コリンズ）
- チャーリー・モルデカイ 華麗なる名画の秘密（チャーリー・モルデカイ）
- ツーリスト（フランク・トゥーペロ）
- トゥルー・ノース・トリロジー（ギー・ラポワンテ）
  - Mr.タスク
  - コンビニ・ウォーズ バイトJK VS ミニナチ軍団

- トランセンデンス（ウィル・キャスター）
- ドンファン（ドンファン・デマルコ）
- ナインスゲート（ディーン・コルソ）※ソフト版
- ネバーランド（ジェームス・マシュー・バリ）
- ノイズ（スペンサー・アーマコスト）※ソフト版
- パイレーツ・オブ・カリビアン シリーズ（ジャック・スパロウ）
  - パイレーツ・オブ・カリビアン/呪われた海賊たち
  - パイレーツ・オブ・カリビアン/デッドマンズ・チェスト
  - パイレーツ・オブ・カリビアン/ワールド・エンド
  - パイレーツ・オブ・カリビアン/生命の泉
  - パイレーツ・オブ・カリビアン/最後の海賊

- パブリック・エネミーズ（ジョン・デリンジャー）
- ファンタスティック・ビーストシリーズ（ゲラート・グリンデルバルド）
  - ファンタスティック・ビーストと魔法使いの旅
  - ファンタスティック・ビーストと黒い魔法使いの誕生

- フェイク（ジョセフ・D・“ジョー”ピストーネ）
- ブラック・スキャンダル（ジェームズ・“ホワイティ”・バルジャー）
- ブレイブ（ラファエル）
- フロム・ヘル（フレッド・アバーライン警部）
- 耳に残るは君の歌声（チェザー）
- 名探偵シャーロック・ノームズ（シャーロック・ノームズ）
- 夜になるまえに（ビクトル中尉 / ボンボン）
- ラスベガスをやっつけろ（ラウル・デューク）※新ソフト版
- ラム・ダイアリー（ポール・ケンプ）
- ランゴ（ランゴ）
- リバティーン（ジョン・ウィルモット〈ロチェスター伯爵〉）
- レジェンド・オブ・メキシコ/デスペラード（サンズ）
- ローン・レンジャー（トント）
- ワールド極限ミステリー（本人）

スキート・ウールリッチ
- アラスカ・ケビン 史上最大の犬ぞり大作戦（ケヴィン・マンリー）
- チルファクター（ティム・メイソン）
- ニュートン・ボーイズ（ジョー・ニュートン）

ダーモット・マローニー
- アサシン 暗・殺・者（J・P）※テレビ朝日版
- カンザス・シティ（ジョニー・オハラ）
- ゲット・ア・チャンス!（ウェイン）

チャールズ・チャップリン
- 黄金狂時代（ナレーター）
- チャップリンの移民（移民）
- チャップリンの伯爵（仕立屋の見習い）
- チャップリンの放浪者（流しのヴァイオリニスト）

チャウ・シンチー
- 0061北京より愛をこめて!?（チャイ）
- 広州殺人事件（包青天〈バオ・ロンシン〉）
- ゴッド・ギャンブラー2（シン）※DVD版
- 詩人の大冒険（トン・バッフー）
- トリック大作戦（グー・ジン）
- ファイト・バック・トゥ・スクールシリーズ（チャウ・シンシン）

ノア・ワイリー
- ER緊急救命室（ジョン・カーター）
- イナフ（ロビー）※テレビ東京版
- FAIL SAFE 未知への飛行（バック）
- セサミストリート（コールバーン先生）※NHK版
- フォーリング スカイズ（トム・メイソン）
- ライブラリアン・伝説の秘宝（フリン・カーソン）
- ライブラリアン・キングソロモンの呪文（フリン・カーソン）

ブラッド・ピット
- インタビュー・ウィズ・ヴァンパイア（ルイ・ド・ポワント・デュ・ラック）※ソフト版
- スリーパーズ（マイケル・サリヴァン）※ソフト版
- セブン・イヤーズ・イン・チベット（ハインリッヒ・ハラー）※機内上映版

ベン・スティラー
- ミート・ザ・ペアレンツシリーズ（ゲイロード・“グレッグ”・フォッカー）
  - ミート・ザ・ペアレンツ
  - ミート・ザ・ペアレンツ2
  - ミート・ザ・ペアレンツ3

- ライラにお手あげ（エディ）

ホアキン・フェニックス
- 裏切り者（ウィリー・グティエレス）
- ジョーカー（アーサー・フレック / ジョーカー）
  - ジョーカー:フォリ・ア・ドゥ

- 8mm（マックス・カリフォルニア）
- Uターン（トビー・N・タッカー）

マシュー・ブロデリック
- ケーブルガイ（スティーヴン・コヴァックス）
- ハイスクール白書 優等生ギャルに気をつけろ!（ジム・マキャリスター）※テレビ版
- ロマンスに部屋貸します（サム・レスター）

マット・デイモン
- アジャストメント（デヴィッド・ノリス）
- インスティゲイターズ 〜強盗ふたりとセラピスト〜（ローリー）
- オッペンハイマー（レズリー・グローヴス）
- グリーン・ゾーン（ロイ・ミラー）
- グレートウォール（ウィリアム・ガリン）
- 最後の決闘裁判（ジャン・ド・カルージュ）
- ジェイ&サイレント・ボブ 帝国への逆襲（本人）※ソフト版
  - ジェイ&サイレント・ボブ リブートを阻止せよ!

- ジェロニモ（デイヴィス少尉）
- 小説家を見つけたら（スティーブン・サンダーソン）
- すべての美しい馬（ジョン・グレイディ・コール）
- 戦火の勇気（イラリオ）※ソフト版
- タイタンA.E.（ケール）
- ダウンサイズ（ポール）
- トゥルー・グリット（ラビーフ）
- ドグマ（ロキ）
- フォードvsフェラーリ（キャロル・シェルビー）
- プライベート・ライアン（ジェームズ・フランシス・ライアン二等兵）※ソフト版
- ブルー きみは大丈夫（サニー）
- ボーンシリーズ（ジェイソン・ボーン）※ソフト版
  - ボーン・アイデンティティー
  - ボーン・スプレマシー
  - ボーン・アルティメイタム 
  - ジェイソン・ボーン

- レインメーカー（ルディ・ベイラー）

マット・ルブランク
- ジョーイ（ジョーイ・トリビアーニ）
- フレンズ（ジョーイ・トリビアーニ）
- マット・ルブランの元気か〜い?ハリウッド!（本人）
  - マット・ルブランの元気か〜い?ハリウッド!2（本人）

- モンキー・リーグ/史上最強のルーキー登場（ジャック・クーパー）
- ロスト・イン・スペース（ダン・ウエスト）※ソフト版

ユアン・マクレガー
- アイランド（リンカーン・6エコー / トム・リンカーン）
- 彼が二度愛したS（ジョナサン・マコーリー）
- 氷の接吻（アイ）※テレビ朝日版
- 地球ドラマチック ユアン・マクレガーのジャングル・サバイバル（本人）
- 天使と悪魔（パトリック・マッケンナ〈カメルレンゴ〉）
- トレインスポッティング（マーク・レントン）
  - T2 トレインスポッティング

- パーフェクト・センス（マイケル）
- 普通じゃない（ロバート）※テレビ朝日版
- われらが背きし者（ペリー）

ロバート・ダウニー・ジュニア
- 愛の神、エロス（ニック・ペンローズ）
- バックラッシュ（ジム・スコット）
- 恋の闇 愛の光（ロバート・メリヴェル）

#### 映画（吹き替え）
- アーネスト式プロポーズ（ジャック〈コリン・ファース〉）
- アイ・アム・サム（サム・ドーソン〈ショーン・ペン〉）※日本テレビ版
- アイスランド（ロバート・トレントン〈ディーン・ケイン〉）
- アイドル・ハンズ（マクメイシー〈ショーン・ウェーレン〉）
- アウト・オブ・サイト（アンディー、レイ・ニコレット〈マイケル・キートン〉）※ソフト版
- アウトライブ -飛天舞-（ナムグン・ジュングァン〈チョン・ジニョン〉）
- アステロイド2（コーベット〈リンデン・アシュビー〉）
- アミスタッド（コグリン判事〈ジェレミー・ノーサム〉）
- アメリカン・プレジデント（ルイス・ロスチャイルド〈マイケル・J・フォックス〉）
- アモーレス・ペロス（ルイス〈ホルヘ・サリナス〉）
- アライバル2（ジャック〈パトリック・マルドゥーン〉）
- アルビノ・アリゲーター（ディック・ドヴァ〈マット・ディロン〉）
- アンタッチャブル（ジョージ・ストーン〈アンディ・ガルシア〉）※テレビ東京版
- 怒りの逃亡者（アレックス・ゲイナー〈ゲイリー・ダニエルズ〉）※テレビ東京版
- 銀杏のベッド（スヒョン〈ハン・ソッキュ〉）
- インクハート/魔法の声（ほこり指〈ポール・ベタニー〉）
- インセプション（イームス〈トム・ハーディ〉[177]）※テレビ朝日版
- ヴァンピレラ（アダム・ヴァン・ヘルシング〈リチャード・ジョセフ・ポール〉）
- ウィング・コマンダー（マーシャル〈マシュー・リラード〉）
- ウインズ（チャーリー・ムーア）
- ウェールズの山（レジナルド・アンソン〈ヒュー・グラント〉）
- ウエスト・サイド物語（アイス〈タッカー・スミス〉）※テレビ東京版
- ウォー・オブ・ザ・デッド（ブライアン〈ジム・マーロウ〉）
- ウルヴァリン:X-MEN ZERO（レミー・ルボー / ガンビット〈テイラー・キッチュ〉[178]）
- es［エス］（タレク〈モーリッツ・ブライプトロイ〉）※テレビ東京版
- エニイ・ギブン・サンデー（オリー・パワーズ〈マシュー・モディーン〉）※ソフト版
- エネミー・オブ・アメリカ（ロバート・クレイトン・ディーン〈ウィル・スミス〉）※フジテレビ版
- エル・カンタンテ 熱情のサルサ（エクトル・ラボー〈マーク・アンソニー〉）
- オーロラの彼方へ（ジョン・サリヴァン〈ジム・カヴィーゼル〉）※日本テレビ版
- 大いなる遺産（フィネガン・ベル〈イーサン・ホーク〉）※機内上映版
- ガーフィールド（実写版）（サー・ローランド）
- カウボーイ・ウェイ/荒野のヒーローN.Y.へ行く（サム・“マッドドッグ”・ショー〈アーニー・ハドソン〉）
- きかんしゃトーマス 魔法の線路（ジュニア）
- 紀元前1万年（カレン〈モー・ゼイネル〉）※テレビ朝日版
- 奇跡のシンフォニー（ルイス・コネリー〈ジョナサン・リース＝マイヤーズ〉）
- きっと、うまくいく（ランチョー〈アーミル・カーン〉）
- キャリントン（マーク・ガトラー〈ルーファス・シーウェル〉）
- クリープゾーン エイジング・ウイルス（ティンク〈アラン・ヴァン・スプラング〉）
- グリーンマイル（パーシー・ウェットモア〈ダグ・ハッチソン〉）※ソフト版
- クリムゾン・タイド（ヴォスラー〈リロ・ブランカート・jr〉）※日本テレビ版
- グレイスランド（バイロン・グルーマン〈ジョナサン・シェック〉）
- クローサー（ティンヤン〈ソン・スンホン〉）※テレビ東京版
- クロッシング（サル〈イーサン・ホーク〉）
- 黒豹天下/ブラックパンサー（ブラック・ジャック・ラブ〈サイモン・ヤム〉）
- ケミカル51（フィーリクス・デスーザ〈ロバート・カーライル〉）
- 原始のマン（マット〈マイケル・デルイーズ〉）
- Go（トッド・ゲインズ〈ティモシー・オリファント〉）
- 恋は嵐のように（アラン〈スティーヴ・ザーン〉）
- 荒野の七人（リー〈ロバート・ヴォーン〉）※スター・チャンネル版
- 告発（ヘンリー・ヤング〈ケヴィン・ベーコン〉）
- 孤独の絆（ジョーイ〈ティム・ロス〉）
- この森で、天使はバスを降りた（ジョー・スパーリング〈キーラン・マローニー〉）
- コンカッション（ベネット・オマル医師〈ウィル・スミス〉）
- コンフィデンス（ジェイク・ヴィグ〈エドワード・バーンズ〉）
- ザ・イースト（ベンジー〈アレクサンダー・スカルスガルド〉）
- サイコ（ノーマン・ベイツ〈ヴィンス・ヴォーン〉）
- ザ・エージェント（ジェリー・マグワイア〈トム・クルーズ〉）※日本テレビ版
- ザ・クライアント 依頼人（グリーンウェイ医師〈ウィリアム・H・メイシー〉）※ソフト版
- ザ・ケイプ 宇宙からの生還（ジーク〈キャメロン・バンクロフト〉）
- ザ・ニンジャ（ジョー・フォード）
- ザ・ロック（クリスプ軍曹〈ボキーム・ウッドバイン〉、シェパード〈ダニー・ヌッチ〉）※ソフト版、（ヘンドリックス大尉〈ジョン・C・マッギンリー〉）※日本テレビ版
- ジェーン・オースティンのエマ（フランク〈レイモンド・クルサード〉）
- ジェネックス・コップ（トウ刑事〈チャン・ホー〉）
- シックス・センス（ヴィンセント・グレイ〈ドニー・ウォールバーグ〉）※日本テレビ版、（ショーン〈グレン・フィッツジェラルド〉）※機内上映版
- 60セカンズ（ドライコフ〈ティモシー・オリファント〉）※日本テレビ版
- シティ・ヒート（ガイガー〈マティアス・ポール〉）
- 死にたいほどの夜（ニール・キャサディ〈トーマス・ジェーン〉）
- シャークアタック 地獄の殺人ザメ（スティーヴン・マクレイ〈キャスパー・ヴァン・ディーン〉）
- ジャージー・デビル・プロジェクト（デヴィット・リー〈デヴィット・ベアード〉）
- ジャッジメント・ナイト（テディ）
- 上海から来た女（マイケル・オハラ〈オーソン・ウェルズ〉）
- 10人の泥棒たち（ポパイ〈イ・ジョンジェ〉）
- ショーシャンクの空に（アンディ・デュフレーン〈ティム・ロビンス〉）※機内上映版
- ジョニー・ビー・グッド（ジョニー・ウォーカー〈アンソニー・マイケル・ホール〉）
- 女優マルキーズ（ラシーヌ〈ランベール・ウィルソン〉）
- 白い嵐（フランク・ボーモント〈ジェレミー・シスト〉）
- 新トータル・リコール（バックスキン・グリーンバーグ）
- スーパーマン リターンズ（リチャード・ホワイト〈ジェームズ・マースデン〉）
- スウォーズマン 女神復活の章（リン）
- スクリーマーズ（エース〈アンディー・ラウアー〉）※VHS版
- スケアクロウ（ライオン〈アル・パチーノ〉）※テレビ東京版
- スターシップ・トゥルーパーズ（ザンダー・バルカロウ〈パトリック・マルドゥーン〉）※ソフト版
- スターリングラード（ギギ・ミュラー）
- ステート・オブ・グレース（テリー・ヌーナン〈ショーン・ペン〉）テレビ東京版
- ストリート・オブ・エンジェル ニューヨークの天使（ジェイミー〈ジョン・ボン・ジョヴィ〉）
- ストリートファイター（リュウ〈バイロン・マン〉）※テレビ朝日版
- スパイダーズ（ジョン・マーフィ〈ジョシュ・グリーン〉）※テレビ朝日版
- スパイダー パニック!（クリス・マッコーミック〈デヴィッド・アークエット〉）※テレビ東京版
- スリル ジェットコースター爆破計画（ジャック）
- 聖者の眠る街（マシュー〈マット・ディロン〉）
- セント・エルモス・ファイアー（ガイ〈ジェームス・カリントン〉[179]）※ザ・シネマ版
- ソウシリーズ（アダム・フォークナー〈リー・ワネル〉）
  - ソウ
  - ソウ2 ※ソウの回想シーン
  - ソウ3
  - ソウ ザ・ファイナル 3D ※ソウの回想シーン
- タービュランス2（マーティン〈クレイグ・シェイファー〉）
- ターミナル・ベロシティ（ロボカム）※ソフト版
- ダイアリー 第1章 アンナの秘密（ジェフリー）
- ダイアリー 第2章 アンナの悦び（ジェフリー）
- 第三の男（ホリー・マーチンス〈ジョゼフ・コットン〉[180]）※N.E.M版
- 大脱走（アシュレー〈デヴィッド・マッカラム〉）※テレビ東京版
- ダイナサウルス（マローン〈ジュリアン・ケイシー〉）
- ダイヤルM（デイヴィッド・ショウ〈ヴィゴ・モーテンセン〉）※テレビ朝日版
- 007/消されたライセンス（トゥルーマン＝ロッジ〈アンソニー・スターク〉）※テレビ朝日版
- 007/ダイ・アナザー・デイ（タン・サン・ムーン大佐〈ウィル・ユン・リー〉[181]）※テレビ朝日版
- ダブル・キャンパス/天才学者は13歳（マイク・マックレガー〈ヤニック・ビッソン〉）
- ダメージ（マーティン・フレミング〈ルパート・グレイブス〉）※ソフト版
- ダンサーの純情（ナ・ヨンセ〈パク・コニョン〉）
- チェンジリング（ゴードン・ノースコット〈ジェイソン・バトラー・ハーナー〉）
- 父の祈りを（ポール・ヒル〈ジョン・リンチ〉）
- チャイナ・ムーン/魔性の女 白い肌に秘められた殺意（ラマー・ディッキー〈ベニチオ・デル・トロ〉）
- チョコレート（ソニー・グロトウスキ〈ヒース・レジャー〉）
- 沈黙の戦艦（タックマン〈ダミアン・チャパ〉）※テレビ朝日版
- ツイスター（ローレンス〈ジェレミー・デイビス〉）※ソフト版
- ツイ・ハークの霊戦英雄伝（雷〈ケン・チャン〉）
- テシス 次に私が殺される（ボスコ〈エドゥアルド・ノリエガ〉）
- デストラスト 疑惑のシナリオ（ジャック・ラムジー〈マイケル・ハリス〉）
- デスペラード（ライトハンド）※テレビ朝日版
- 鉄板英雄伝説（ジャック・スワロウズ〈ダレル・ハモンド〉）
- デモリションマン（アルフレド・ガルシア〈ベンジャミン・ブラット〉）※テレビ朝日版
- トイ・ソルジャー'97（レニー・スレーター〈コリー・ハイム〉）
- 逃亡者（若い刑務官〈パンチョ・デミングス〉、ビリー）※ソフト版
- トゥルー・ロマンス（ディック・リッチー〈マイケル・ラパポート〉）※ソフト版
- ドクター・ドリトル（スカンク〈エディ・フライアーソン〉）※ソフト版
- トップガン（グース〈アンソニー・エドワーズ〉）※テレビ東京版
  - トップガン マーヴェリック[182]
- 囚われの女たち（パンタレオン・パントハ〈サルバドール・デル・ソラール〉）
- ドラキュラ（ジョナサン・ハーカー〈キアヌ・リーブス〉）※旧ソフト版
- ドラキュラ・イン・ブラッド 血塗られた運命（ドラキュラ〈ルドルフ・マーティン〉）
- ドラゴン・イン/新龍門客棧（ツァオの家臣〈ホン・ヤンヤン〉）
- トリスタンとイゾルデ（トリスタン〈ジェームズ・フランコ〉）
- ドレスデン、運命の日（ロバート）
- トワイライト 葬られた過去（ジェフ・ウィリス〈リーヴ・シュレイバー〉）
- トワイライトランデブー（コン〈ニッキー・ウー〉）
- 永遠の恋人たち（梁山泊〈ニッキー・ウー〉）
- ナイト・ウォッチ（アントン〈コンスタンチン・ハベンスキー〉）
  - デイ・ウォッチ（アントン〈コンスタンチン・ハベンスキー〉）
- ナティ物語 ※ディズニーデラックス配信版
- 南極物語（ジェリー・シェパード〈ポール・ウォーカー〉）
- ニル・バイ・マウス（ビリー）
- ノー・エスケイプ（ケイシー〈ケヴィン・ディロン〉）※ソフト版
- NOセックス、NOライフ!（トビー〈ビリー・クラダップ〉）
- 覗く女（ダグ・ゴードン）
- ハイウェイマン（ジェームズ・“レニー”・クレイ〈ジム・カヴィーゼル〉）※ソフト版
- バイオハザード: ウェルカム・トゥ・ラクーンシティ（ウィリアム・バーキン〈ニール・マクドノー〉[183]）
- ハイドロスフィア（ジョン・ターキス〈マイケル・パレ〉）
- バイバイ・ラブ（デイヴ〈マシュー・モディーン〉）
- バスキア（ベニー・ダルモー〈ベニチオ・デル・トロ〉）
- バックマン家の人々（ラリー〈トム・ハルス〉）※テレビ東京版
- バッドボーイズ（チェット〈サヴェリオ・ゲーラ〉、車泥棒〈キム・コーツ〉）※ソフト版
- 鳩の翼（マートン〈ライナス・ローチ〉）
- バトルシップ（ストーン・ホッパー海軍大将〈アレクサンダー・スカルスガルド〉[184]）
- 張り込みプラス（ビル・ライマーズ〈エミリオ・エステベス〉）※ソフト版
- 遙かなる帰郷（プリーモ・レーヴィ〈ジョン・タトゥーロ〉）
- PK（PK〈アーミル・カーン〉）
- 日蔭のふたり（ジム〈ポール・ブラウン〉）
- ビッグ・フィッシュ（ウィル・ブルーム〈ビリー・クラダップ〉）
- 必殺処刑コップ（ボビー・ルイス）※VHS版
- ヒューゴ・プール（フロイド・ゲイレン〈パトリック・デンプシー〉）
- ファースト・スピード（マット〈クリス・カーマック〉）
- 風雲 ストームライダーズ（秦霜〈マイケル・ツェー〉）
- フェイス/オフ（ポラックス・トロイ〈アレッサンドロ・ニヴォラ〉）※フジテレビ版
- フォー・ウェディング
- フォーエバー・フレンズ/戦場への挑戦（隊長〈ニッキー・ウー〉）
- ブラック・シー・レイド（リック・カルジー〈ダニエル・バーンハード〉）
- フラッシュフラッド（デヴィッド〈ジョー・ランドー〉）
- フラッド（トム〈クリスチャン・スレーター〉）※日本テレビ版、（フィル〈ピーター・マーニック〉）※ソフト版
- プラトーン（ウォルフ中尉〈マーク・モーゼス〉）※テレビ東京版
- PLANET OF THE APES/猿の惑星（レオ・デイヴィッドソン空軍大尉〈マーク・ウォールバーグ〉）※機内上映版
- フランケンシュタイン（ヴィクター・フランケンシュタイン〈アレック・ニューマン〉）
- ブルージャスミン（チリ〈ボビー・カナヴェイル〉）
- ブルドッグ（キッド〈マイケル・ウェルボーン〉）
- フル・フロンタル（ヒトラー役の俳優〈ニッキー・カット〉）
- フル・モンティ（ガイ〈ヒューゴ・スピアー〉）
- ブレーキ・ダウン（ビリー〈ジャック・ノーズワシー〉）※日本テレビ版
- ブレイド（ディーコン・フロスト〈スティーヴン・ドーフ〉）※ソフト版
- ブレイド2（スカッド〈ノーマン・リーダス〉）※テレビ東京版
- プレイバック（リュック〈マルク・デュレ〉）
- プレタポルテ（ジャック・ローヴェンタル〈ルパート・エヴェレット〉）
- F.L.E.D./フレッド（マシュー・ギブソン〈ウィル・パットン〉）
- プロヴァンスの秘密（アントワーヌ〈スタニスタス・カレ・ド・マルベール〉）
- ブロンディー/女銀行強盗（JT〈ヴァル・キルマー〉）※テレビ東京版
- ペーパー・ソルジャーズ（ショーン〈ケヴィン・ハート〉）
- ペストはカメレオン（ヒンメル・サンク〈エドアルド・バレリーニ〉）
- ホーリー・ウェディング（ピーター・ジェイコブソン〈テイト・ドノヴァン〉）
- ホーンティング・オブ・ヘルハウス（フレッチャー〈ジェイソン・コットル〉）
- ボディ・アーマー（ジョン・リドリー〈ティル・シュヴァイガー〉）
- ホビット三部作（ボフール〈ジェームズ・ネスビット〉）
  - ホビット 思いがけない冒険
  - ホビット 竜に奪われた王国
  - ホビット 決戦のゆくえ
- ポルターガイスト'96/悪魔の遺産（ニック〈マーティン・カミンズ〉）
- ホワイトハウス・ダウン（ジェームズ・ソーヤー大統領〈ジェイミー・フォックス〉[185]）
- ボン・ヴォヤージュ 運命の36時間（フレデリック・オジェ〈グレゴリ・デランジェール〉）
- マーヴェリック（ジョニー・ハーディン〈マックス・パーリッチ〉）※日本テレビ版
- 真夏の出来事（ランス〈クレイグ・シェイファー〉）
- ミー&ウィル（ファスト・エディー〈パトリック・デンプシー〉）
- ミナ（フランソワ〈ニルス・タヴェルニエ〉）
- みなさん、さようなら（セバスチャン〈ステファン・ルソー〉）
- 未来は今（バズ）※パイオニアLDC版
- モータル・コンバット コンクエスト（クン・ラオ〈パオロ・モンタルバン〉）
- モール・ラッツ（シャノン・ハミルトン〈ベン・アフレック〉）
- モンスターズ/地球外生命体（アンドリュー・コールダー〈スクート・マクネイリー〉）
- 山猫は眠らない（リチャード・ミラー〈ビリー・ゼイン〉）※テレビ東京版
- 勇気あるもの（ルーズヴェルト・ホッブス〈カリル・ケイン〉）
- 許されざる者（デイヴィ・バンティング）※ソフト版
- ライク・ア・フィッシュ（デジレ〈ミシェル・ミューラー〉）
- ラストサマー2（ウィル・ベンソン〈マシュー・セトル〉）※ソフト版
- ランド・オブ・ザ・デッド（マイク）
- リンカーン大統領暗殺の真相（ジョン・ウィルクス・ブース）
- リンカーン/秘密の書（ヘンリー・スタージス〈ドミニク・クーパー〉）
- ルディ/涙のウイニング・ラン（ピート）
- レジェンド・オブ・フォール/果てしなき想い（サミュエル・ラドロー〈ヘンリー・トーマス〉）※DVD・VHS版
- レッドクリフ Part I（孫権〈チャン・チェン〉[186]）
- レッドクリフ Part II -未来への最終決戦-（孫権〈チャン・チェン〉）
- レッド・コーナー 北京のふたり（エド・プラット）
- ローラーボール（ジョナサン・クロス〈クリス・クライン〉）※テレビ東京版
- ロキシー 美しき復讐者（JC〈エモリー・コーエン〉）
- ロスト・ワールド/ジュラシック・パーク（ニック・ヴァン・オーウェン〈ヴィンス・ヴォーン〉[187]）
- ワイルド・スピード MAX（ハン・ルー〈サン・カン〉）※テレビ朝日版
- わすれな歌（ペン〈スパコン・ギッスワーン〉）
- ワンダー・ガールズ 東方三侠（博士）

#### ドラマ
- iCarly #104, #105
- アガサ・クリスティー ミス・マープル シーズン2 #2「動く指」（ジェリー・バートン〈アンドルー・ビックネル〉）
- WITHOUT A TRACE/FBI 失踪者を追え!
  - シーズン3 #16（ブライアン）
  - シーズン4 #4（トマス）
- ウルトラマンパワード（マーク・ミッチェル、デニス）
- X-ファイル（ハロルド〈ジェイソン・ギャフニー〉）※ソフト版
- オーメン（ジェームズ・シェイ〈デヴィッド・ムニエ〉）
- カインとアベル（イ・ソヌ〈シン・ヒョンジュン〉）
- グッド・ファイト（ガブリエル・コヴァック〈フィッシャー・スティーヴンス〉）
- 刑事ナッシュ・ブリッジス シーズン1 #7（イアン・ウェルド）
- ケネディ家の人びと（ロバート・“ボビー”・ケネディ〈バリー・ペッパー〉）
- ゴースト 〜天国からのささやき シーズン3（ポール・イーストマン〈コリン・ネメック〉）
- コールドケース2 #4（ハンク・デンプシー〈シーマス・デヴァー〉）
- コールドケース5 #15（ジョン・スミス〈デイモン・ヘリマン〉）
- 極寒の1000マイル（ジム・ストルパ〈ニール・パトリック・ハリス〉）
- サイコだけど大丈夫（ムン・サンテ〈オ・ジョンセ〉[188]）
- ザ・タイタニック/運命の航海（ジェイミー・パース）
- 三国演義（吉平、劉諶）※NHKBS版
- サンフランシスコの空の下（ロス・ワークマン〈ミッチェル・アンダーソン〉）
- CSI:2 科学捜査班 #7（アーロン）
- CSI:ニューヨーク（ダニー・メッサー〈カーマイン・ジョヴィナッツォ〉）
- CSI: ベガス（ジェレマイア・ダルト〈トバイアス・ジェリネック〉）
- CSI:マイアミ #15（ダニー・ケイト〈アダム・スコット〉）
- シャーロック・ホームズの冒険 ボール箱（マルセル・ジャコテー）
- 新アウターリミッツ #8（ジャック・ピアース〈ジョシュ・ブローリン〉）、#39（若いジェリー〈セバスチャン・スペンス〉）、#86（ジェームズ・ボーウェン少佐〈アダム・ボールドウィン〉）
- シンデレラマン（イ・ジェミン〈ソン・チャンウィ〉）
- スーパーナチュラル シーズン4 #4（ジャック・モンゴメリー〈ダメオン・クラーク〉）
- スタートレックシリーズ
  - スタートレック:宇宙大作戦（デイヴ・ベイリー）
  - スタートレック:ディープ・スペース・ナイン（アージン）
  - スタートレック:ヴォイジャー（ラヴォック）
  - スタートレック:エンタープライズ（マイケル・ロストフ）
- 青春!カリブ海（コリン〈ロバート・ダンカン・マクニール〉）
- スティーブン・キングの ザ・スタンド（ハロルド・ローダー〈コリン・ネメック〉）
- スティーヴン・キングのローズレッド（スティーブ）
- ダークエンジェル シーズン1 #2（エリック）、#17（デストリー神父）※ソフト版
- 第一容疑者1 連鎖（フランク・バーキン）
- 第一容疑者2 顔のない少女（ロスパー刑事）
- 対決スペルバインダー（グリボン〈ラファウ・ズビエシ〉）
- トゥルー・コーリング #9（ジャスティン）、#10（友人）
- バーン・ノーティス 元スパイの逆襲（デニス・バーフィールド〈ジェームズ・ランソン〉）
- ビバリーヒルズ高校白書
- ビバリーヒルズ青春白書
- フーディーニ 幻想に生きた奇術師（ハリー・フーディーニ〈エイドリアン・ブロディ〉）
- ベイウォッチ（ハーベイ・ミラー〈トム・マクティギー〉）
- ミステリーゾーン2 #26 「夢の世界」（ポール・カーソン〈ハリー・タウンズ）
- ミス・マープル 動く指（ジェリー・バートン）
- ミュータントX #15（ケイレブ・マサイアス）
- 名探偵ポワロ #35「負け犬」（チャールズ〈ジョナサン・フィリップス〉）、#58「マギンティ夫人は死んだ」（ロビン・アップワード〈ポール・リース〉）
- 名探偵モンク
  - シーズン2　#7（NHK版）（リッキー・バベッジ）
  - シーズン6 #5（NHK版）、7 #15, #16（NHK版）（スティーブン・オルブライト〈キャスパー・ヴァン・ディーン〉）
- ヤングライダーズ シーズン1 #10（キャシディ少尉）
- Your Honor / 追い詰められた判事（ジミー・バクスター〈マイケル・スタールバーグ〉[189]）
- 世にも不思議なアメージング・ストーリー シーズン1 #14（ケイシー〈チャーリー・シーン〉）
- ライ・トゥ・ミー 嘘の瞬間（カル・ライトマン博士〈ティム・ロス〉）
- リゾーリ&アイルズ ヒロインたちの捜査線 シーズン1 #5（ギャレッド・フェアフィールド〈マーク＝ポール・ゴスラー〉）
- 私はラブ・リーガル シーズン5 #2（シド・ピナール〈リー・ターゲセン〉）
- ONE PIECE（サンジ〈タズ・スカイラー〉[190]）

#### アニメ
- ザ・バットマン（リドラー / エドワード・ニグマ）
- 戦え!超ロボット生命体トランスフォーマー（未放映版）（アイアンハイド[191]）
- Devil May Cry（バージル[192]）
- トランスフォーマー アドベンチャー（サンダーフーフ）
- バットマン:ブレイブ&ボールド（リドラー）
- ピンク・パンサー（マック）
- ブラザー・ベア（デナヒ）
- マシューせんせい 〜ゆかいなヒルトップ病院〜（マシュー先生）
- ヨセフ物語 〜夢の力〜（ヨセフ）
- ライアンを探せ!（サムソン）
- RWBY（クロウ・ブランウェン）
- レックス・ザ・ラント（レックス）

### ラジオ
※はインターネット配信。
- ラジオ最遊記RELOAD〜猿河童!俺達は絶対無理!〜（2003年、アニメイトTV※）
- 藤原・平田のSweet Tea Party（2007年 - 2008年、インディーズレーベル「IM」サイト※）
- 停電ラジヲ（2009年 - 2010年、インディーズレーベル「IM」サイト※）
- 矢尾一樹・平田広明の特講！ヤオヒラ塾（2011年 - 2012年、ニコニコ生放送※）
- 西武鉄道 presents 平田広明・増田俊樹のこえさんぽ。（2017年 - 2018年、文化放送）

### ドラマCD
- Are you Alice? シリーズ（イカレ帽子屋）
- AZ（狼）
- アニメ店長（メル・ローズ）
- あらしのよるに（ガブ）
- オペラ座の怪人〜愛と哀しみの鎮魂歌<レクイエム>〜（ファントム）
- 霧 - the route of infection KANARIA.（ヴァルフォア）
- 黒執事（アズーロ・ヴェネル）
- 恋人は専属SP 〜恋のミッション24時〜（桂木大地）
- 最遊記シリーズ（沙悟浄）
- SWEET×SWEET MEMORIAL CD vol.1 三国志〜三顧の礼〜（劉備、ナレーション）
- G線上の魔王 サウンドドラマ -償いの章- 第一巻（K）
- 静かなるドン（鳴戸竜次）
- 砂時計（水瀬正弘）
- ドラマCD ゼノサーガOUTER FILE Vol.1 - 3（アレン・リッジリー）
- セイント・ビースト シリーズ（金狼のカムイ）
- ソウルイーター（デスサイズ）
- Danza PLUS COPPERS（キース）
  - Danza PLUS COPPERS2 COPPERS（キース）
- 停電少女と羽蟲のオーケストラ シリーズ（漆黒）
- ドラマCD テイルズ オブ イノセンス（リカルド・ソルダート）
- デジモンテイマーズ ベストテイマーズ（4）加藤樹莉&レオモン
- ドラマCD 獏-BAKU- 第三章（キセノス）
- はじめての甲子園（五丈原竜）
- 花宵ロマネスク シリーズ（宝生紫陽）
- BRAVE10（真田幸村）
- ボクを包む月の光 -ぼく地球(タマ)次世代編-（ラズロ）
- 鋼の錬金術師 咎人たちの傷跡（リオン）
- ヤングガン・カルナバル（増田京治）
- ONE PIECE シリーズ（サンジ、カルー）

### ナレーション
- LEADER'S HOW TO BOOK ジョーシマサイト（2008年4月7日 - 2009年9月28日、テレビ朝日）
- はじめてのキナシ（2011年7月11日、テレビ朝日）
- ナカイの窓（2012年10月10日 -、日本テレビ）
- TOKIOカケル（2012年10月10日 - 、フジテレビ）
- KURE 5-56（2012年）CMナレーション
- 笑神様は突然に…（2013年1月1日、2013年3月22日、2013年4月19日 -、日本テレビ）
- 世界の船旅（2013年4月29日 -、BS朝日）
- NHKスペシャルジパングの海 〜深海に眠る巨大資源〜（2013年9月28日、NHK総合）
- 弾丸パイレーツ! 約束の地 CM（2013年）
- プロ野球ドリーム9 SUPERSTARS CM（2013年）
- 全国中学校リズムダンスふれあいコンクール（2014年1月4日、TBS）
- スパニチ!! ごちそうデリバリー（2014年4月27日、TBS）
- 金曜eye 幻の名作 発掘大作戦！〜あなたの“見たい”がよみがえる〜（2015年9月25日、NHK総合）ナレーション、謎のモグラ
- 速報!有吉のお笑い大統領選挙（2015年12月29日、テレビ朝日）
- 土曜スペシャル「関東の人気鉄道で行く!超お得な日帰り旅」（2017年5月6日、テレビ東京）

### テレビドラマ
- ジャングル#12（1987年、日本テレビ・東宝）
- 特捜ロボ ジャンパーソン（1993年） - 広瀬純一 役
- 新・女検事 霞夕子「ペルソナ・ノン・グラータ」（1994年）
- 土曜ワイド劇場『捜査回避』（2002年） - 加賀谷巡査
- セレぶり3（2009年1月9日 - 3月27日、テレビ東京） - ナレーション
- TAXMEN（2010年） - ナレーション、宇田川総理 役
- MUSICAL3（2010年4月5日 - 6月28日、TOKYO MX） - ナレーション
- 宇宙犬作戦（2010年7月9日 - 12月24日、テレビ東京） - ナレーション
- 海賊戦隊ゴーカイジャー（2011年10月 - 2012年2月） - 炎神マッハルコンの声
- SPEC〜翔〜（2012年4月1日、TBS） - 御前会議のメンバー 役
- 非公認戦隊アキバレンジャー（2012年6月） - デリューナイトの声
- コドモ警察（2012年6月19日、TBS） - イノさんの声
- メグたんって魔法つかえるの?（2012年7月 - 12月） - ナレーション、王様 役
- 仮面ライダーウィザード（2012年9月 - 2013年9月） - ナレーション
- 勇者ヨシヒコと悪霊の鍵（2012年12月21日、テレビ東京） - デスタークの声
- 非公認戦隊アキバレンジャー シーズン痛（2013年） - デリューナイトの声
- 連続テレビ小説（NHK）
  - とと姉ちゃん 第82回（2016年7月7日） - 闇市の悪徳露天商 役
  - 虎に翼 第23回 - 第25回（2024年5月1日 - 5月3日） - 武井吾郎裁判長 役[193][194]
- ボイスII 110緊急指令室 第9話（2021年9月18日、日本テレビ） - 三治広明 役
- 大河ドラマ（NHK）
  - 鎌倉殿の13人 第10回（2022年3月13日） - 佐竹義政 役
  - べらぼう〜蔦重栄華乃夢噺〜（2025年放送予定） - 曲淵景漸 役[195]
- オールドルーキー 第7話（2022年8月14日、TBS） - 湊啓一郎 役
- 石子と羽男 第9話（2022年9月9日、TBS） - 日向理一郎 役
- アンチヒーロー 第1話（2024年4月14日、TBS） - 検証用音声[196]

### 映画
- Wの悲劇（1984年）
- 海賊戦隊ゴーカイジャーVS宇宙刑事ギャバン THE MOVIE（2012年）炎神マッハルコンの声
- 劇場版 SPEC〜天〜（2012年）御前会議のメンバー

### 舞台
- アルジャーノンに花束を
- エゲレア
- 假名手本ハムレット
- OTODAMA
- KAIHORO－會芳樓－
- 紙屋悦子の青春
- 奇跡の歌姫 渡辺はま子
- 雲の涯
- クリスマス・キャロル
- セレナーデ
- 血の絆
- 夏の夜の夢
- 人形の夢人の夢
- 人間万事漱石の自転車
- 走る女
- ハムレット
- ブルースな日々
- 宮沢賢治・宛名のない手紙
- 雪おんな
- 横濱行進曲
- リフキ鳥のくちばし
- スタア（1986年、劇団昴） - 三河屋[197]
- 父親の肖像（1988年、劇団昴） - 浅田由紀夫[198]
- 忍者イリュージョン NARUTO -ナルト-（2006年）不知火ゲンマ
- 隣で浮気?（2009年、本多劇場）ウィリアム・フェザーストン
- 夢、ハムレットの〜陽炎篇〜（2011年、吉祥寺シアター）従弟［レアティーズ］
- 船弁慶 -宝生流能楽公演「体感する能」より-（2012年、トヨタ アムラックスホール）武蔵坊弁慶
- TIGER & BUNNY THE LIVE（2012年、Zepp Diver City(TOKYO)）鏑木・T・虎徹
- シベリア〜銀波楼という名の娼家〜（2012年、代々木能舞台）案内役
- Suspense Theatre『THANATOS』（2012年、日本橋三井ホール）エドムント・アインハルト
- Sound Historiē『The ONE』（2013年、東京グローブ座）土方歳三、陸奥宗光
- 声優口演SPECIAL ヴォイス・オブ・チャップリン（2013年、赤坂ACTシアター）チャップリン
- 朗読能シアター葵上 -宝生流能楽公演「体感する能」より-（2013年、東京芸術劇場 シアターウエスト）横川小聖
- ラヴ・レターズ（2013年、パルコ劇場）アンディー
- 猿飛佐助の憂鬱（2014年、吉祥寺シアター）真田幸村
- 朗読能シアター殺生石 -宝生流能楽公演「体感する能」より-（2014年、東京芸術劇場 シアターウエスト）玄翁和尚
- 最遊記朗読劇 〜Alive〜（2019年9月28日・29日、三郷市文化会館 大ホール）沙悟浄
- 最遊記朗読劇 〜Nothing to give〜（2021年1月10日、立川ステージガーデン）沙悟浄
- 方南ぐみ企画公演 朗読劇「青空」（2025年1月30日・2月5日、俳優座劇場）[199]

### その他コンテンツ
- こどもにんぎょう劇場「チワンの錦」
- プラネタリウム「Le Petit Prince 星の王子さま」（パイロット）
- プラネタリウム「ブラックホール」（ナレーション）
- スロット・北斗の拳「天覇の章」（雲のジュウザ）
- 北斗の拳2・「ネクストゾーン将」（雲のジュウザ）
- 北斗の拳2・「ネクストゾーン闘」（雲のジュウザ）
- 東京ディズニーリゾート
  - 東京ディズニーランド
    - ウェット&ワイルド・パイレーツナイト（ジャック・スパロウ）

  - 東京ディズニーシー
    - パイレーツ・サマーバトル“ゲット・ウェット!”（ジャック・スパロウ）
- サンリオピューロランド内「夢のタイムマシン」上映「ONE PIECE 3D 激走! トラップコースター」（サンジ）
- プラネタリウム 宇宙兄弟 一点の光（南波六太）
- パチスロCRヤッターマン（ボヤッキー）
- UFC登竜門TUF二階級トーナメント（マイケル・ビスピンの吹き替え）
- さんまのSUPERからくりTV（2010年3月21日）ジョニー・デップのボイスオーバー
- 世界びっくり旅行社「2010夏休み特別営業スペシャル」（2010年8月17日）ジョニー・デップのそっくりさんの吹き替え
- 天才てれびくんYOU（2017年4月3日、NHK Eテレ）にくそん
- 特別展『開館25周年記念 長沢芦雪展　京(みやこ)のエンターテイナー』 （2017年10月6日 - 11月19日、愛知県美術館） - 音声ガイドナビゲーター
- ニッポンアニメ100 あけおめ!声優大集合（2017年12月31日、NHK BSプレミアム）
- 発表!全ファイナルファンタジー大投票（2020年2月29日、NHK BSプレミアム）
- 最遊記RELOAD -ZEROIN-モデル Zeeny Lights 2コラボレーションイヤフォン 沙悟浄デザイン（2022年、沙悟浄[200]）
- ダークサイドミステリー「“恐怖”はあなたの中にいる エドガー・アラン・ポー 幻想と闇の案内人 」（2022年7月7日、NHK BSプレミアム）

## ディスコグラフィ

### キャラクタ−ソング
- 劇場版幻想魔伝最遊記 Requiem キャラクタ−ソング・ミニアルバム four songs
  - 「Crimson」（沙悟浄）
- 幻想魔伝最遊記 ボーカルアルバムVol.1
  - 「Junk Boys」（玄奘三蔵〈関俊彦〉、孫悟空〈保志総一朗〉、沙悟浄）
  - 「bad friends」（玄奘三蔵〈関俊彦〉、沙悟浄）
  - 「blow winds」（玄奘三蔵〈関俊彦〉、孫悟空〈保志総一朗〉、沙悟浄）
- 幻想魔伝最遊記 ボーカルアルバムVol.2
  - 「Go To The West」（玄奘三蔵〈関俊彦〉、孫悟空〈保志総一朗〉、沙悟浄）
  - 「rebirth」（沙悟浄）
  - 「Freedom」（玄奘三蔵〈関俊彦〉、孫悟空〈保志総一朗〉、沙悟浄）
- 幻想魔伝最遊記 ボーカルアルバムVol.3
  - 「The way to the paradise」（玄奘三蔵〈関俊彦〉、孫悟空〈保志総一朗〉、沙悟浄）
- 最遊記RELOAD ボーカルアルバムVol.1
  - 「waymarks」（玄奘三蔵〈関俊彦〉、孫悟空〈保志総一朗〉、沙悟浄）
  - 「there is」 （孫悟空〈保志総一朗〉、沙悟浄）
- 最遊記RELOAD GUNLOCK ボーカルアルバムVol.2
  - 「respectively」（沙悟浄、独角兒〈小杉十郎太〉）
  - 「Moon」（玄奘三蔵〈関俊彦〉、孫悟空〈保志総一朗〉、沙悟浄）
- shiny moon（OVA最遊記RELOAD “burial”EDテーマ）（玄奘三蔵〈関俊彦〉、孫悟空〈保志総一朗〉、沙悟浄）
- OVA最遊記RELOAD “burial”サウンドトラック3
  - 「After」（沙悟浄）
- デジモンテイマーズ ベストテイマーズ 4
  - 「Bark at the Lies」（レオモン）
  - 「終わらない物語」（加藤樹莉<浅田葉子>、レオモン）
- ONE PIECE キャラソンカーニバル!!
  - 「ムーランルージュ」（サンジ）
  - 「Jungle fever〜海賊の海賊による海賊のための感謝祭」（7人の麦わら海賊団:ルフィ〈田中真弓〉、ゾロ〈中井和哉〉、ナミ〈岡村明美〉、サンジ、ウソップ〈山口勝平〉、チョッパー〈大谷育江〉、ロビン〈山口由里子〉）
  - 「世界一の男と呼ばれるために」（ゾロ〈中井和哉〉、サンジ、ウソップ〈山口勝平〉）
  - 「ウィーアー!〜7人の麦わら海賊団篇」（7人の麦わら海賊団）
  - 「RESPECT!」（ルフィ〈田中真弓〉、ゾロ〈中井和哉〉、サンジ）
  - 「GIRLSに首ったけ」（サンジ、ナミ〈岡村明美〉、ビビ〈渡辺美佐〉）
  - 「歌え!クリスマス 〜 ジングルベル」（7人の麦わら海賊団）
  - 「Family 〜7人の麦わら海賊団篇〜」（7人の麦わら海賊団）